# Bohemia
|  | No s'ha de confondre amb Bohèmia. |

Bohemia és una concentració de població designada pel cens dels Estats Units d'Amèrica al Comtat de Suffolk (Nova York).

## Demografia
Segons el cens dels Estats Units del 2000 Bohemia tenia 9.871 habitants, 3.326 habitatges, i 2.554 famílies. La densitat de població era de 436,6 habitants/km².
Dels 3.326 habitatges en un 34,2% hi vivien nens de menys de 18 anys, en un 63,9% hi vivien parelles casades, en un 9,3% dones solteres, i en un 23,2% no eren unitats familiars. En el 18,9% dels habitatges hi vivien persones soles el 7,3% de les quals corresponia a persones de 65 anys o més que vivien soles. El nombre mitjà de persones vivint en cada habitatge era de 2,86 i el nombre mitjà de persones que vivien en cada família era de 3,28.
Per edats la població es repartia de la següent manera: un 23,2% tenia menys de 18 anys, un 6,6% entre 18 i 24, un 31,9% entre 25 i 44, un 25% de 45 a 60 i un 13,4% 65 anys o més.
L'edat mediana era de 38 anys. Per cada 100 dones de 18 o més anys hi havia 94,7 homes.
La renda mediana per habitatge era de 65.308 $ i la renda mediana per família de 73.218 $. Els homes tenien una renda mediana de 46.449 $ mentre que les dones 34.403 $. La renda per capita de la població era de 25.942 $. Entorn del 3,2% de les famílies i el 3,9% de la població estaven per davall del llindar de pobresa.